# Caraquet and Gulf Shore Railway
Die Caraquet and Gulf Shore Railway war eine Eisenbahngesellschaft in der kanadischen Provinz New Brunswick. Sie entstand am 13. April 1911 durch die Fusion der Caraquet Railway und der Gulf Shore Railway. Das Streckennetz bestand aus einer rund 108 Kilometer langen Bahn, die in Gloucester Junction von der Hauptstrecke der Intercolonial Railway abzweigte und bis Shippigan am Sankt-Lorenz-Golf führte, sowie aus einer 22 Kilometer langen Zweigstrecke parallel zur Golfküste nach Tracadie. Die Gesellschaft wurde am 1. Juni 1920 verstaatlicht und ging in der Canadian National Railway auf. Heute besteht nur noch der kurze Abschnitt von Gloucester Junction bis East Bathurst, der durch die New Brunswick East Coast Railway betrieben wird.